# سیارک ۱۴۱۲۱
سیارک ۱۴۱۲۱ (به انگلیسی: 14121 Stuwe، نامگذاری:1998QM54) چهارده هزار و صد و بیست و یکمین سیارک کشف شده‌است که در ۲۷ اوت ۱۹۹۸ کشف شد.
قدر مطلق سیارک برابر ۲۱.۴ است.